# NGC 7030
NGC 7030 هي مجرة حلزونية تبعد حوالي 380 مليون سنة ضوئية تقع في كوكبة الجدي (كوكبة). يبلغ قطره ما يقدر ب 133,510 سنة ضوئية. تم اكتشافه من قبل عالم الفلك فرانسيس حفظ ليفينوورث في 3 سبتمبر 1885.

## وصلات خارجية
- NGC 7030 على موقع ويكي سكاي: DSS2, SDSS, GALEX, IRAS, Hydrogen α, X-Ray, Astrophoto, Sky Map, Articles and images